# 何塞·林斯·多·雷戈
何塞·林斯·多·雷戈·卡瓦尔康蒂 (José Lins do Rego Cavalcanti ，1901年7月3日 - 1957年9月12日) 是一位巴西小说家，他生于皮拉爾。他是半自传体小说《甘蔗循环》（sugarcane cycle）的作者。